# A.P. Younger
A.P. Younger, il cui nome completo era Andrew Percival Younger (Sacramento, 25 settembre 1890 – Hollywood, 29 novembre 1931), è stato uno sceneggiatore statunitense che lavorò a Hollywood dal 1919 al 1931, anno in cui pose fine alla sua vita suicidandosi.

## Filmografia
- Fair and Warmer, regia di Henry Otto (1919)
- The Walk-Offs, regia di Herbert Blaché (1920)
- Dangerous to Men, regia di William C. Dowlan (1920)
- Parlor, Bedroom and Bath, regia di Edward Dillon (1920)
- The Misfit Wife, regia di Edwin Mortimer (1920)
- Are All Men Alike?, regia di Philip E. Rosen (1920)
- Rich Girl, Poor Girl, regia di Harry B. Harris (1921)
- All Dolled Up, regia di Rollin S. Sturgeon (1921)
- Desperate Youth
- The Man Tamer, regia di Harry B. Harris (1921)
- The Kiss, regia di Jack Conway (1921)
- Danger Ahead!
- Making the Grade, regia di Fred J. Butler (1921)
- Moonlight Follies, regia di King Baggot (1921)
- Second Hand Rose, regia di Lloyd Ingraham (1922)
- The Trouper
- The Galloping Kid
- The Lone Hand, regia di B. Reeves Eason (1922)